# Verein der Rechtspfleger im Bundesdienst
Der Verein der Rechtspfleger im Bundesdienst e. V. (VRB) ist eine Fachgewerkschaft in der dbb beamtenbund und tarifunion (dbb) und im Bund Deutscher Rechtspfleger (BDR). Der VRB wurde 1968 gegründet und hat seinen Sitz in München. 

## Vereinsziel
Der Verein setzt sich für die Interessen der  Rechtspflegenden im Bundesdienst auf den Gebieten des Rechtspflegerechts sowie des Beamtenrechts ein. 